# 齐巴尔镇
齐巴尔镇，是中华人民共和国新疆维吾尔自治区阿勒泰地区哈巴河县下辖的一个乡镇级行政单位。
2015年7月24日，新疆维吾尔自治区人民政府批复同意撤销齐巴尔乡建制，设立齐巴尔镇。

## 行政区划
齐巴尔镇下辖以下地区：
姜阿乌增村、阔克苏村、阿依达尔乌英克村、艾林阿克齐村、喀拉塔勒村、拜乔拉克村、克孜勒加尔村、齐巴尔克孜勒喀英村、塔勒德村、阔斯阿热勒村、克孜勒喀英村和希托别克村。